# Rozetrog
De rozetrog (Leucoraja garmani) is een vissensoort uit de familie van de Rajidae. De wetenschappelijke naam van de soort is voor het eerst geldig gepubliceerd in 1939 door Whitley.